# Маячная (река, Шумшу)
Маячная — река на острове Шумшу в Сахалинской области России. Течёт по территории Северо-Курильского муниципального округа. Длина реки — 15 км. Площадь водосборного бассейна — 32,2 км².
Берёт начало в центральной части острова, вытекая из озера между горами Озёрная и Горбатая. Общее направление течения реки с запада на восток. Впадает в Тихий океан.

## Данные водного реестра
По данным государственного водного реестра России относится к Амурскому бассейновому округу.
Код водного объекта 20050000312118300010362.